# Svag stationäritet
Svag stationäritet är en egenskap hos en stokastisk process och nära besläktad med strikt stationäritet, men har färre villkor och är därför ofta betydligt enklare att bestämma.
En tidskontinuerlig stokastisk process är svagt stationär om följande villkor är uppfyllda:
- dess väntevärde är konstant, oberoende av tiden

{\displaystyle E[X(t)]=m_{x}}
- dess autokorrelation är oberoende av tiden

{\displaystyle E[X(t+\tau )X(t)]=r_{x}(\tau )}
En tidsdiskret stokastisk process är på motsvarande sätt svagt stationär om följande villkor är uppfyllda:
- dess väntevärde är konstant, oberoende av tiden

{\displaystyle E[X(n)]=m_{x}}
- dess autokorrelation är oberoende av tiden

{\displaystyle E[X(n+k)X(n)]=r_{x}(k)}